# Chiesa di San Pietro Apostolo (San Pietro Viminario)
La chiesa di San Pietro Apostolo è la parrocchiale di San Pietro Viminario, in provincia e diocesi di Padova; fa parte del vicariato di Monselice.

## Storia
Della presenza di una chiesa sul territorio, nella località allora chiamata Viminario, v'è traccia in documentazioni che vanno dall'anno 879 al 906, gestita dalle monache dell'ordine di Santa Giulia di Brescia. Dell'edificio sono citate anche le caratteristiche salienti, dotato di campanile, di tre altari, di arredi e paramenti sacri, inoltre del complesso facevano parte altre due masserie, con annesso recinto per animali da lavoro e allevamento, e terreno coltivato e vigne.
Altre fonti affermano che l'originaria chiesa del paese e l'attiguo convento furono fondati intorno all'anno 1100 da alcuni monaci benedettini provenienti dall'Abbazia di San Pietro in Maone, tuttavia altre ricerche individuano un atto notarile che suggerisce una datazione ancora anteriore e una titolazione della chiesa, dedicata all'apostolo Pietro. L'originale accordo tra le monache e i benedettini cessò nel 1005, quando Litolfo da Carrara rilevò, pagando un canone annuo di 5 lire veronesi d'argento, gli edifici dell'abitato, chiesa compresa, facendo edificare nei pressi un monastero di famiglia nel 1027.
Nel XIII secolo la cura d'anime passò ai frati del convento bresciano di Santa Giulia, mentre, successivamente, ai francescani, come testimoniato da un lascito testamentario del 1390.
 Nel XV secolo la chiesa fu riedificata, come attestato dalla relazione della visita pastorale del 1489 del vescovo Pietro Barozzi. Nel 1769 il convento venne soppresso e la chiesa fu resa filiale della pieve di Pernumia. Nel 1770 gli abitanti del paese fecero richiesta formale che la chiesa divenisse parrocchiale; la richiesta venne accolta soltanto una trentina di anni dopo e, all'inizio del XIX secolo, fu eretta la parrocchia di San Pietro Viminario. Nel Novecento l'edificio venne ristrutturato e ricondotto all'originario stile gotico.

## Interno

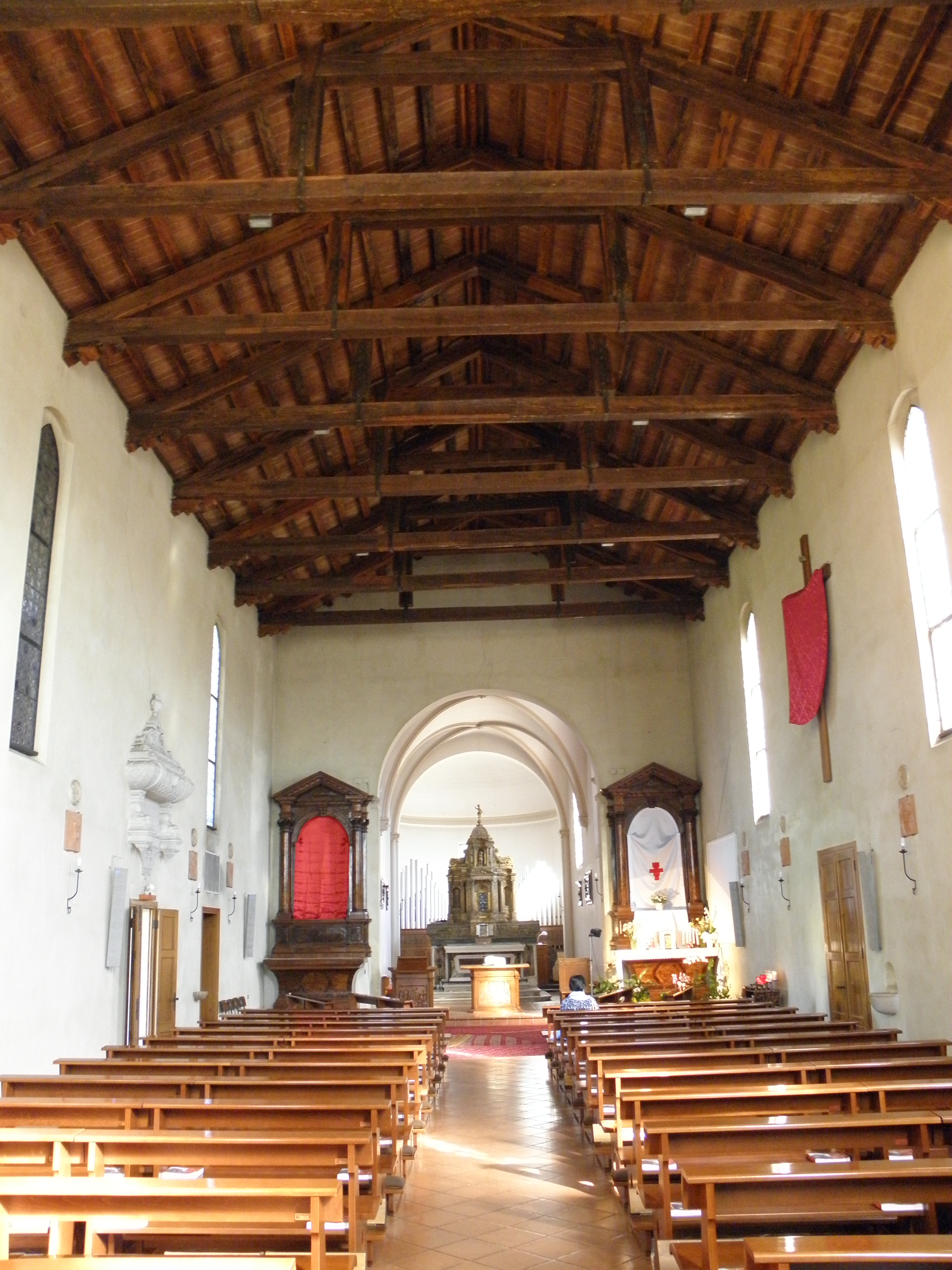
L'interno

Opere di pregio conservate all'interno della chiesa sono un dipinto seicentesco raffigurante la Beata Vergine Maria con Gesù bambino e i santi Pietro e Francesco, l'altare maggiore in legno, realizzato tra il 1625 ed il 1649 e proveniente forse dalla soppressa chiesa padovana di San Marco, e un tabernacolo in legno dorato.